# ناو پلا
ناو پلا (به انگلیسی: Italian cruiser Pola) یک کشتی بود که طول آن ۱۸۲٫۸ متر (۵۹۹ فوت ۹ اینچ) بود. این کشتی در سال ۱۹۳۱ ساخته شد.